# Rock Art
Rock Art je jedenácté studiové album britské progresivní rockové skupiny Magnum, vydané v roce 1994 u EMI.

## Seznam skladeb
Všechny skladby napsal Tony Clarkin.
1. "We All Need To Be Loved" — 5:05
2. "Hard Hearted Woman" — 3:49
3. "Back In Your Arms Again" — 5:59
4. "Rock Heavy" — 3:58
5. "The Tall Ships" — 5:06
6. "Tell Tale Eyes" — 4:52
7. "Love's A Stranger" — 5:11
8. "Hush-A-Bye Baby" — 4:48
9. "Just This Side of Heaven" — 4:20
10. "I Will Decide Myself" — 4:15
11. "On Christmas Day" — 7:10

## Sestava

### Magnum
- Tony Clarkin - kytara
- Bob Catley - zpěv
- Wally Lowe - baskytara
- Mark Stanway - klávesy
- Mickey Barker - bicí

### Hosté
- Jacki Graham - doprovodný zpěv
- Mo Birch - doprovodný zpěv
- P. J. Wright - pedálová steel kytara